# Bauhinia pulla
Bauhinia pulla är en ärtväxtart som beskrevs av William Grant Craib. Bauhinia pulla ingår i släktet Bauhinia och familjen ärtväxter. Inga underarter finns listade i Catalogue of Life.